# John Scott Haldane
John Scott Haldane (Edimburgo, 3 maggio 1860 – Oxford, 14 marzo - 15 marzo 1936) è stato un fisiologo e inventore britannico.

## Biografia
Era figlio di Robert Haldane e nipote dell'evangelista James Alexander Haldane. Sua madre fu Mary Elizabeth Burdon-Sanderson, figlia di Richard Burdon-Sanderson e nipote di Sir Thomas Burdon. Suo zio da parte di madre fu il fisiologo John Scott Burdon-Sanderson. Suoi fratelli erano Elizabeth Haldane, William Stowell Haldane e Richard Burdon Haldane.
Studiò all'Accademia di Edimburgo, all'Università di Edimburgo e all'Friedrich Schiller University of Jena, laureandosi in medicina nel 1884.
Sposò Louisa Kathleen Trotter ed ebbe due figli: lo scienziato J.B.S. Haldane e la scrittrice Naomi Mitchison.
Morì ad Oxford alla mezzanotte tra il 14 e 15 marzo del 1936.

## Scoperte e studi
Haldane fu un'autorità a livello internazionale sullo studio dell'etere e della respirazione, inventore della maschera antigas durante la prima guerra mondiale. Aiutò a scoprire come determinare la regolazione della respirazione e scoprì l'effetto Haldane nell'emoglobina. Fu il fondatore del 
The Journal of Hygiene. Inventò un apparato di decompressione per i subacquei e creò le prime tabelle di decompressione dopo una lunga sperimentazione.